# Kim Kyu-sik
Kim KyuSik (Hangul: 김규식, Hanja: 金奎植, bijgenaamd Usa (우사); Busan, 29 januari 1881 - P'yŏngan-pukto, 10 december 1950) was een Zuid-Koreaans politicus. Hij was de eerste en tweede vicepresident van de Voorlopige Regering van de Republiek Korea (1940-1948).